# Tullus
Tullus är ett gammalt samhälle i närheten av Rödön i  Krokoms kommun i Jämtlands län. Det ligger mellan Kingsta och Rödön, norr om Backen och Vejmon. 
Tullus var hemby för Nils Larsson, som var ledamot av bondeståndet mellan 1850 och 1866 och ståndets siste talman i ståndsriksdagen. Tullus saknar  asfalterad vägbeläggning samt fyrvägskorsning, vilket de flesta andra orter har. På 1990-talet fick Tullus ett väglyse, vilket blev ett uppskattat inslag i Tullusbornas vardag.